# Богдановичи (деревня)
Богдановичи (бел. Багданавічы) — деревня в Коротьковском сельсовете Кормянского района Гомельской области Республики Беларусь.

## География

### Расположение
В 11 км на юго-запад от Кормы, в 50 км от железнодорожной станции Рогачёв (на линии Могилёв — Жлобин), в 105 км от Гомеля.

## Транспортная сеть
Транспортные связи по просёлочной дороге, затем по шоссе Довск — Гомель. Планировка состоит из 2 разделённых ручьём частей: западной (чуть изогнутая улица меридиональной ориентации, к которой с западной стороны присоединяются 2 переулка, застроена двусторонне) и восточной (к чуть изогнутой меридиональной улице с востока присоединяется переулок, застроена односторонне). Строения деревянные, усадебного типа.

## История
Освоение человеком местности, где сейчас расположена деревня относится к давним временам, о чём свидетельствует обнаруженный археологами курганный могильник (7 насыпей, в 1,5 км на юго-запад от деревни). Согласно письменным источникам известна с XVIII века как селение в Речицком повете Минского воеводства Великого княжества Литовского. В 1704 году упоминается в инвентаре Чечерского староства как боярский посёлок из 5 дымов.
После 1-го раздела Речи Посполитой в 1772 году в составе Российской империи. В 1847 году в Расохской волости Рогачёвского уезда Могилёвской губернии. Согласно инвентаря 1848 года в составе поместья помещика Гржибовского. В 1880 году работали хлебозапасный магазин и винокурня. Хозяин одноимённого фольварка владел в 1870 году 116 десятинами земли. Действовали часовня, школа, мельница. Согласно переписи 1897 года деревня и околица; действовали церковь, школа грамоты, 2 хлебозапасных магазина, 2 ветряные мельницы. С 1907 года работало народное училище (92 ученика), которое размещалась в наёмном крестьянском доме. В 1909 году 1307 десятин земли.
В 1930 году организован колхоз «Звезда», имелась кузница. В скором времени начала работать машино-тракторная станция. Согласно переписи 1959 года в составе совхоза «Богдановичи» (центр — деревня Хизов), располагались клуб, библиотека.

## Население
- 1704 год — 5 дымов.
- 1838 год — 108 дворов.
- 1847 год — 118 дворов.
- 1868 год — 674 жителя.
- 1880 год — 151 двор.
- 1897 год — 203 двора, 1071 житель (согласно переписи).
- 1909 год — 212 дворов.
- 1959 год — 739 жителей (согласно переписи).
- 2004 год — 78 хозяйств, 172 жителя.

## Известные уроженцы
- Акинчиц, Иван Иванович (род. 1941) — доктор философских наук, профессор.